# Brignac-la-Plaine
Brignac-la-Plaine ist eine Gemeinde in Frankreich. Sie gehört  zur Region Nouvelle-Aquitaine, zum Département Corrèze, zum Arrondissement Brive-la-Gaillarde und zum Kanton L’Yssandonnais.

## Geografie
In Brignac-la-Plaine liegt auf 99 m. der tiefste Punkt des Kantons Ayen. Nachbargemeinden sind Louignac im Nordwesten, Perpezac-le-Blanc im Norden, Yssandon im Nordosten, Mansac im Südosten, Cublac im Süden und Villac (Département Dordogne) im Westen.
Brignac-la-Plaine wird im Süden von der Autoroute A89 tangiert. Das Gemeindegebiet wird im Osten vom Flüsschen Logne durchquert.

## Wappen
Beschreibung: In Rot ein aufrechter goldener Löwe von zwei goldenen Schwertern mit der Spitze zum Schildhaupt zeigend begleitet.

## Bevölkerungsentwicklung

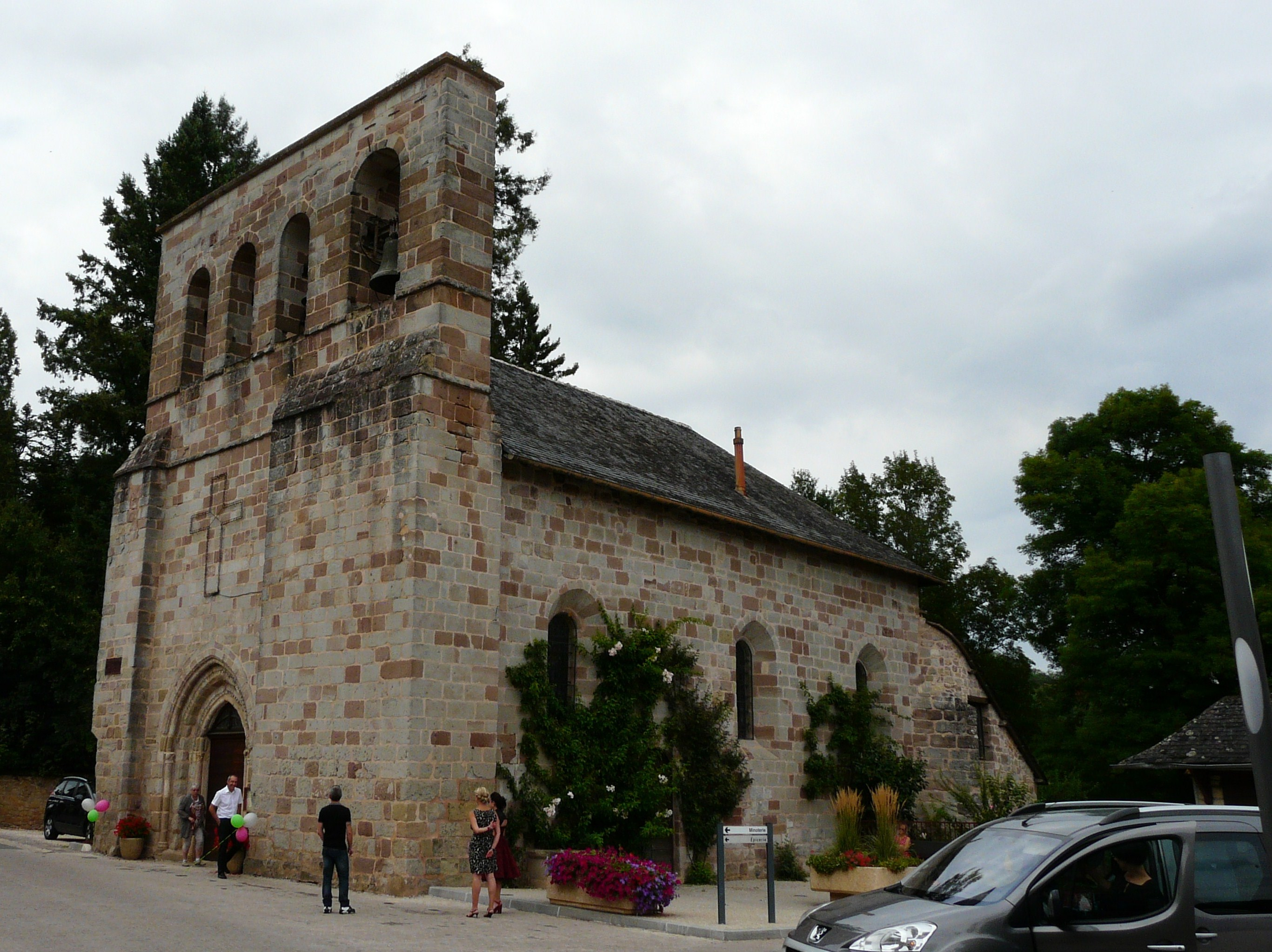
Kirche Saint-Pierre-ès-Liens

| Jahr      | 1962 | 1968 | 1975 | 1982 | 1990 | 1999 | 2008 | 2012 |
| --------- | ---- | ---- | ---- | ---- | ---- | ---- | ---- | ---- |
| Einwohner | 747  | 757  | 780  | 781  | 817  | 808  | 817  | 912  |